# Pompe antincendio

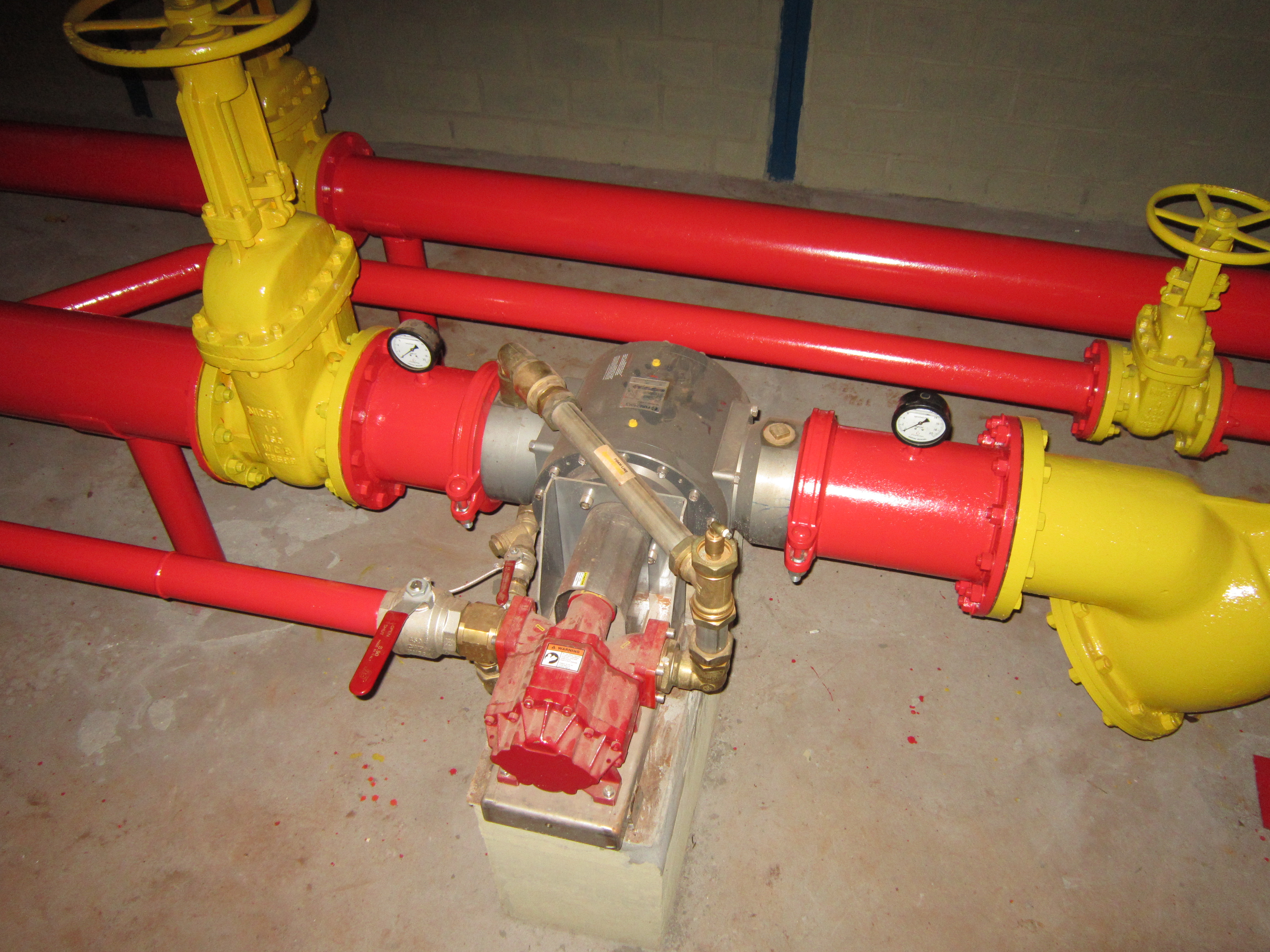
Pompa antincendio fissa

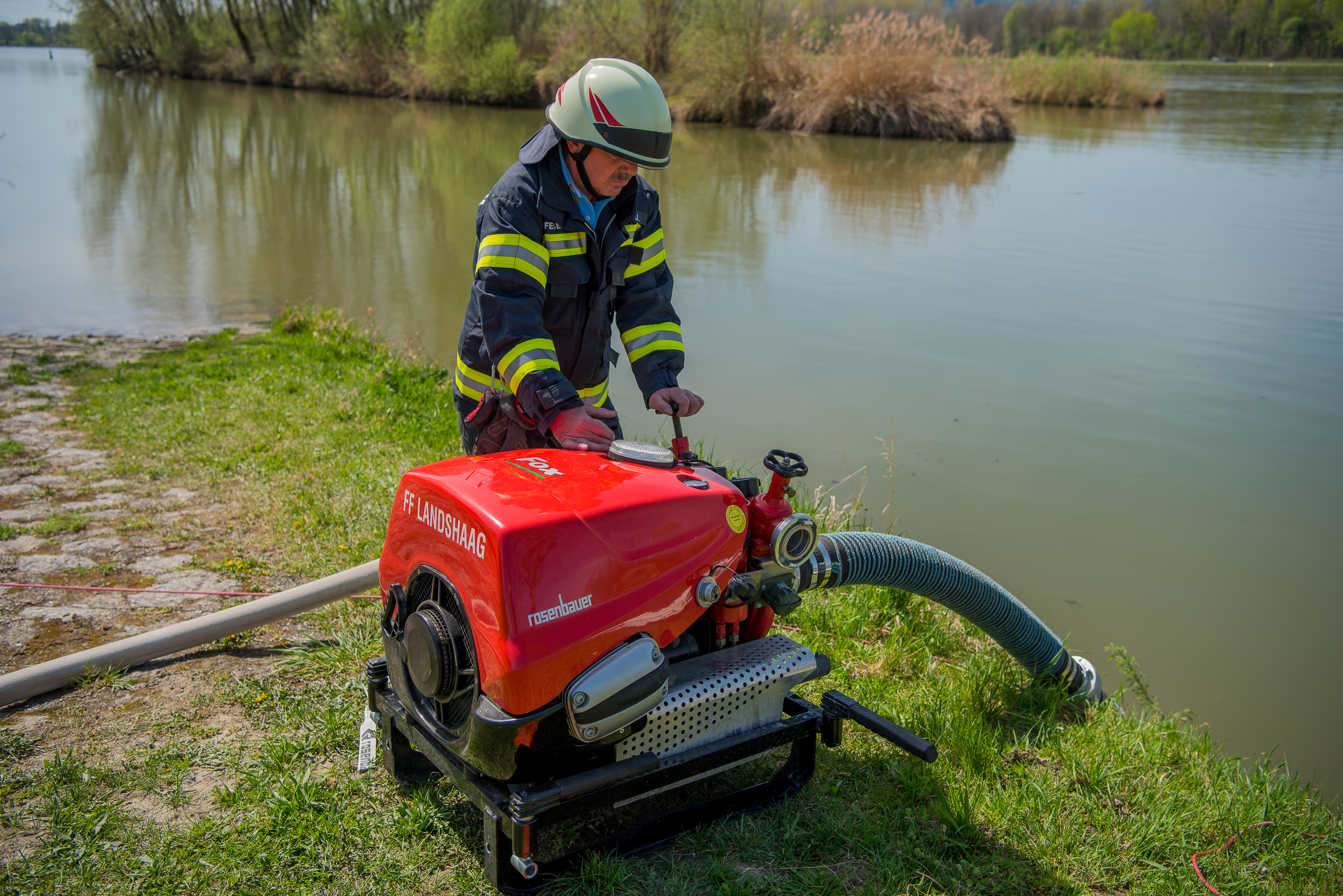
Pompa antincendio portatile

Le pompe antincendio sono il cuore degli impianti idrici antincendio e pertanto debbono essere appositamente progettate e costruite per questo specifico utilizzo.

## Normativa tecnica
Le pompe ammesse dalla UNI EN 12845 per l'alimentazione degli impianti sprinkler sono fondamentalmente:
1. quelle orizzontali del tipo axial split case o end-suction, queste ultime del tipo back pull-out
2. quelle verticali con flusso semiassiale del tipo vertical turbine pump
3. non si possono utilizzare pompe del tipo monoblocco (albero motore/pompa unico) o accoppiate a mezzo giunto rigido
4. non si possono utilizzare pompe del tipo centrifugo verticale multistadio (dette anche pluristadio)
5. si possono utilizzare pompe sommerse con motore non immerso

La norma non dà indicazioni su quali pompe non utilizzare. L'utilizzo di elettropompe sommerse, come di quelle multistadio verticali con giunto di accoppiamento motore/pompa, è sconsigliato (in quanto consigliato solo l'uso delle orizzontali sottobattente e ammesse l'uso delle orizzontali soprabattente) ma è facoltà del progettista, qualora ritenga necessario il loro uso, inserire in progetto queste tipologie. Tra l'altro una menzione alle pompe sommerse viene fatta anche nella norma locali (UNI EN 11292) dove recita "...nel caso di pompe sommerse l'intervento deve essere garantito senza dover vuotare la riserva idrica).
Il giunto tra il motore e la pompa dei gruppi di pompaggio ad asse orizzontale deve essere tale da assicurare che entrambi possano essere rimossi indipendentemente ed in modo tale che le parti interne della pompa possano essere ispezionate o sostituite senza coinvolgere le tubazioni di aspirazione o di mandata. Le pompe con aspirazione assiale (end suction) devono essere del tipo con parte rotante estraibile lato motore (back pull-out).
Laddove è possibile si devono utilizzare pompe centrifughe ad asse orizzontale, installate sottobattente in conformità con quanto segue:
- almeno due terzi della capacità effettiva del serbatoio di aspirazione devono essere al di sopra del livello dell'asse della pompa;
- l'asse della pompa non deve essere a più di 2 m al di sopra del livello minimo dell'acqua nel serbatoio di aspirazione. Se ciò non è fattibile, la pompa può essere installata in condizioni di soprabattente oppure si possono utilizzare le pompe verticali immerse a flusso assiale (vertical turbine pumps).

Nota: Le installazioni soprabattente e con pompe sommerse dovrebbero essere evitate e usate solamente dove non è praticabile un'installazione sottobattente.
Le pompe del tipo 1) sono generalmente di due tipi:
- pompe che o hanno le bocche (aspirazione e mandata i cui diametri vengono indicati con DNA e DNM) poste sullo stesso asse con aspirazione e mandata radiale, generalmente dello stesso diametro e che hanno il corpo pompa divisibile assialmente per consentire l'accesso, la pulizia o la sostituzione degli organi interni senza rimuovere le tubazioni di aspirazione e mandata, o
- pompe con le bocche a squadra poste a 90° con aspirazione assiale e mandata radiale. Le pompe non devono essere scollegate dalle tubazioni per consentire la sostituzione o il controllo delle parti interne. Per questo le end-suction devono essere back pull-out (in pratica il corpo della pompa con le bocche rimane collegato alle tubazioni e la girante, con albero e lanterna, viene estratta dalla parte posteriore, senza intervenire sul motore)

Il giunto che collega queste pompe al motore, sia esso elettrico che Diesel, deve essere del tipo che consenta la rimozione di una delle due parti (pompa o motore) in maniera indipendente e questo implica l'obbligo di utilizzo di un giunto con spaziatore. E questo toglie la possibilità di utilizzo delle pompe monoblocco o con giunto rigido.
È improbabile estrarre il tutto da dietro se la pompa è accoppiata rigidamente ad un motore diesel.
Le pompe verticali multistadio non possono essere utilizzate perché hanno una costruzione con un giunto che non permette la rimozione di una delle due parti in modo indipendente in quanto il motore si sostiene sulla pompa stessa. Inoltre la conformazione delle giranti utilizzate non è con flusso assiale ma, bensì, radiale e, se fossero a flusso assiale, la seconda frase “incriminata” ne permetterebbe l'utilizzo solo in caso di installazione soprabattente, in quanto sottobattente sono ammesse solo quelle ad asse orizzontale, ossia nella peggiore condizione di installazione possibile, il che è un assurdo tecnico.
Non scordiamoci poi che sarebbero inutilizzabili in accoppiamento con motori diesel e che, cosa fondamentale, le curve caratteristiche di portata e pressione sono pressoché inconciliabili con un impianto sprinkler avendo esse, quasi sempre, curve troppo ripide. La prestazione nominale della pompa deve essere in funzione della curva dell'area più sfavorevole. Quando viene misurata nella sala prova del fornitore, la pompa deve fornire una pressione di almeno 0,5 bar superiore a quella richiesta per l'area più sfavorevole. La pompa deve anche essere in grado di fornire la portata e la pressione dell'area più favorevole a tutti i livelli dell'acqua della riserva idrica.
Per quanto riguarda le pompe sommerse, utilizzabili sono in caso di installazione soprabattente, si tratta di pompe sì sommerse (ricordiamo che viene richiesto che il flusso sia assiale e non radiale il che implica una ben determinata tipologia di girante), ma collegate tramite un albero ad un motore esterno che, quindi, può essere sia elettrico che diesel. Questa tipologia di pompa sommersa è sicuramente utilizzabile. La normativa contiene la richiesta: "In caso di pompe sommerse, sul quadro di controllo deve essere fissata una targhetta con le caratteristiche della pompa" in quanto, avendo la pompa sommersa e dovendone controllore periodicamente le prestazioni non sarebbe possibile leggere sott'acqua.
La temperatura dell'acqua non deve essere maggiore di 40 °C. Laddove vengono utilizzate delle pompe sommerse, la temperatura dell'acqua non deve essere maggiore di 25 °C, tranne nei casi in cui è stata provata l'idoneità del motore per temperature fino a 40 °C, in conformità con il prEN 12259-12. 
In merito a questo, vi sono alcuni problemi relativi alla certificabilità. È difficile per i costruttori, ad oggi, certificare una pompa sommersa secondo il prEN enunciato, fornendo motori dimensionati ed idonei per l'utilizzo per temperature sino a 40 °C (ma anche solo a 25 °C). Il problema consiste nel fatto che le elettropompe sommerse normalmente in commercio hanno i motori dimensionati per temperature dell'acqua pari a 4 °C sino ad un massimo di 10 °C. Inoltre non si deve scordare che i motori elettrici sommersi necessitano di una velocità dell'acqua minima, variabile da costruttore a costruttore, perché possano raffreddarsi. 
Inoltre vengono richieste specificatamente pompe con flusso assiale: generalmente le pompe sommerse con portate sino ai 30 m3/h, hanno flusso radiale e quindi non sono accettabili.